# Makhluf al-Balbali
Makhlūf ibn ʿAlī ibn Ṣāliḥ al-Balbālī (en arabe : مخلوف بن علي بن صالح البلبالي), mort après l'an 940 du calendrier hégirien, 1533 ou 1534 était un érudit musulman originaire de Tabelbala, en Algérie actuelle.

## Biographie
Originaire de l'oasis de Tabalbala, il exerce d'abord dans le commerce avant d'aller étudier à Oualata puis à Fès (auprès d'Ibn Ghazi al-Miknasi (en)). Il se rend ensuite en Afrique subsaharienne pour enseigner dans les royaumes haoussa (à Kano et à Katsina notamment) et dans l'empire songhaï (à Tombouctou). De retour au Maroc pour enseigner à Marrakech, il tombe malade, peut-être empoisonné et retourne alors à Tabelbala, où il meurt après l'an 940 du calendrier hégirien (1533-1534).
Il est notamment l'auteur d'une fatwa proclamant que les esclaves originaires de terres musulmanes doivent pouvoir être affranchis (fatwa fī al-ʿabīd al-majlūbīn).